# متیوالاتنا
متیوالاتنا (به لاتین: Metiwalatenna) یک منطقهٔ مسکونی در سری‌لانکا است که در استان مرکزی (سری‌لانکا) واقع شده‌است.